# Heinrich Foullon von Norbeeck

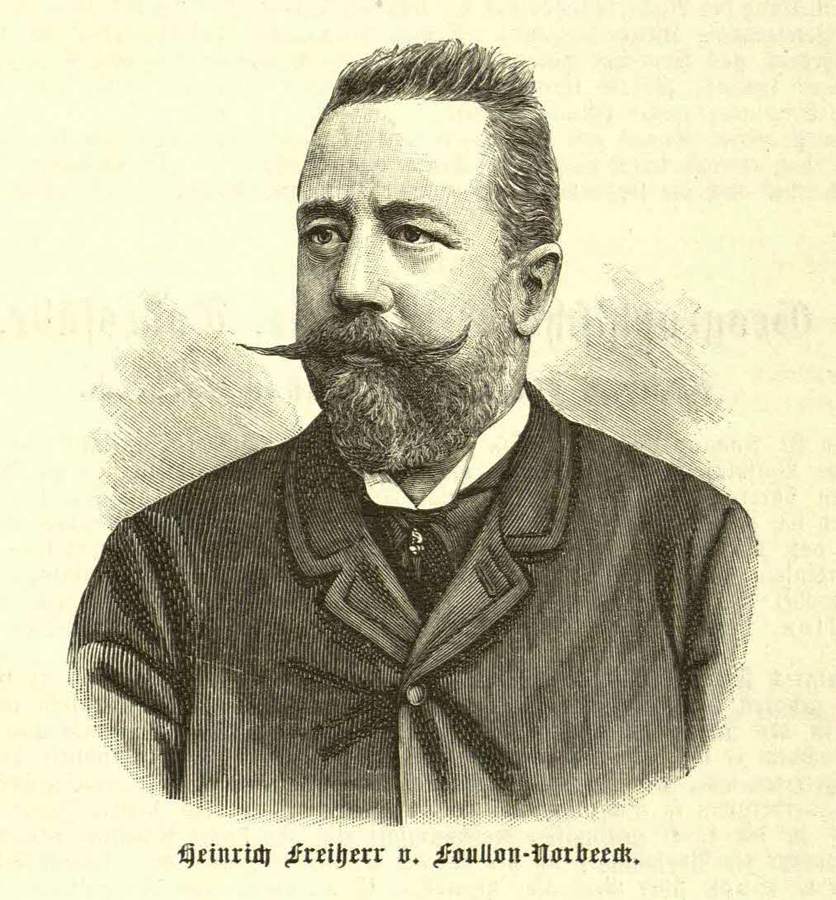
Heinrich Foullon von Norbeeck

Heinrich Freiherr von Foullon von Norbeeck (* 12. Juli 1850 in Gaaden; † 10. August 1896 auf der Insel Guadalcanal) war ein österreichischer Geologe und Forscher.

## Familie
Sein Vater, Baron Georg Foullon, war k.u.k. Rittmeister und übersiedelte mit seiner Familie nach Gaaden in das Haus Hauptstraße 22, und starb am 12. Juli 1876 in Gaaden.
Heinrich Foullon von Norbeeck hatte einen älteren Bruder, Baron Louis Foullon von Norbeeck (* 10. Mai 1847 in Wiener Neudorf; † 15. August 1874 in Afrika). Dieser gründete am 21. Juli 1871 die freiwillige Turmfeuerwehr Gaaden.

## Leben und Wirken
Heinrich Foullon von Norbeeck studierte Geologie an der Bergakademie Schemnitz, an der Bergakademie Příbram, sowie in den Jahren 1879 und 1880 an der Universität Wien. Praktische Kenntnisse erwarb er beim Silberbergbau im Gebiet von Schemnitz sowie in einer Eisenhütte der Südsteiermark.
Ab dem Jahr 1878 war er in der k.k geologische Reichsanstalt beschäftigt. Vorerst nur Volontär und Assistent im chemischen Laboratorium arbeitete er sich ab 1885 zum Adjunkten hoch. Hier ergab sich der Arbeitsschwerpunkt in der Lagerstättenmineralogie.
Durch Exkursionen in zahlreiche Bergbaugebiete weltweit und den damit verbundenen Fachpublikationen erlangte er Bekanntheit als Chemiker und Petrograph. Reisen führten ihn in die Türkei und nach Griechenland (1885). Im Jahre 1889 besichtigte er Vorkommen von Nickelerzen im Ural. Ein Jahr später konnte er Nickellagerstätten in Sudbury (Kanada) und in Riddle (Oregon, USA) untersuchen. Sein Interesse für Nickelerze führten ihn schließlich 1891 nach Böhmen, Schlesien und Serbien.
Im Jahr 1892 wechselte er in das k.u.k. Finanzministerium, wo er zum Montansekretär bzw. Bergrat der Landesregierung für Bosnien und Herzegowina ernannt wurde.
Er unternahm aber weiterhin seine wissenschaftlichen Reisen. Um diese zu finanzieren, kooperierte er mit Unternehmern. Einer dieser war Arthur Krupp. Er war vor allem an Nickelvorkommen interessiert, die er für seine Stahlerzeugung benötigte und beauftragte Foullon mit der Suche nach dem Erz. Die Suche sowohl in Nordamerika als auch im Südpazifik war nicht sehr erfolgreich. Es gab allerdings Hinweise in den Befunden der Salomon-Inseln, dort erfolgreicher zu sein. Ein erster Versuch im Inneren der Insel Guadalcanal musste abgebrochen werden. Weder das Finanzministerium noch er selbst wollte es ein weiteres Mal versuchen. Krupp überzeugte allerdings das Kriegsministerium, das auch schon früher an den Expeditionen finanziell beteiligt war, zu einem weiteren Versuch.
Die k.k geologische Reichsanstalt ernannte ihn 1896 zu ihrem Chefgeologen und zum leitenden Geologen der von Arthur Krupp finanzierten zweiten Reise zu den Salomonen.
Foullon verließ das Finanzministerium und kehrte zur k.k. geologischen Reichsanstalt zurück. Da er die Gefährlichkeit seiner Mission erkannte, schloss er noch Versicherungen zum Schutz seiner Frau Adele und der drei Kinder ab.

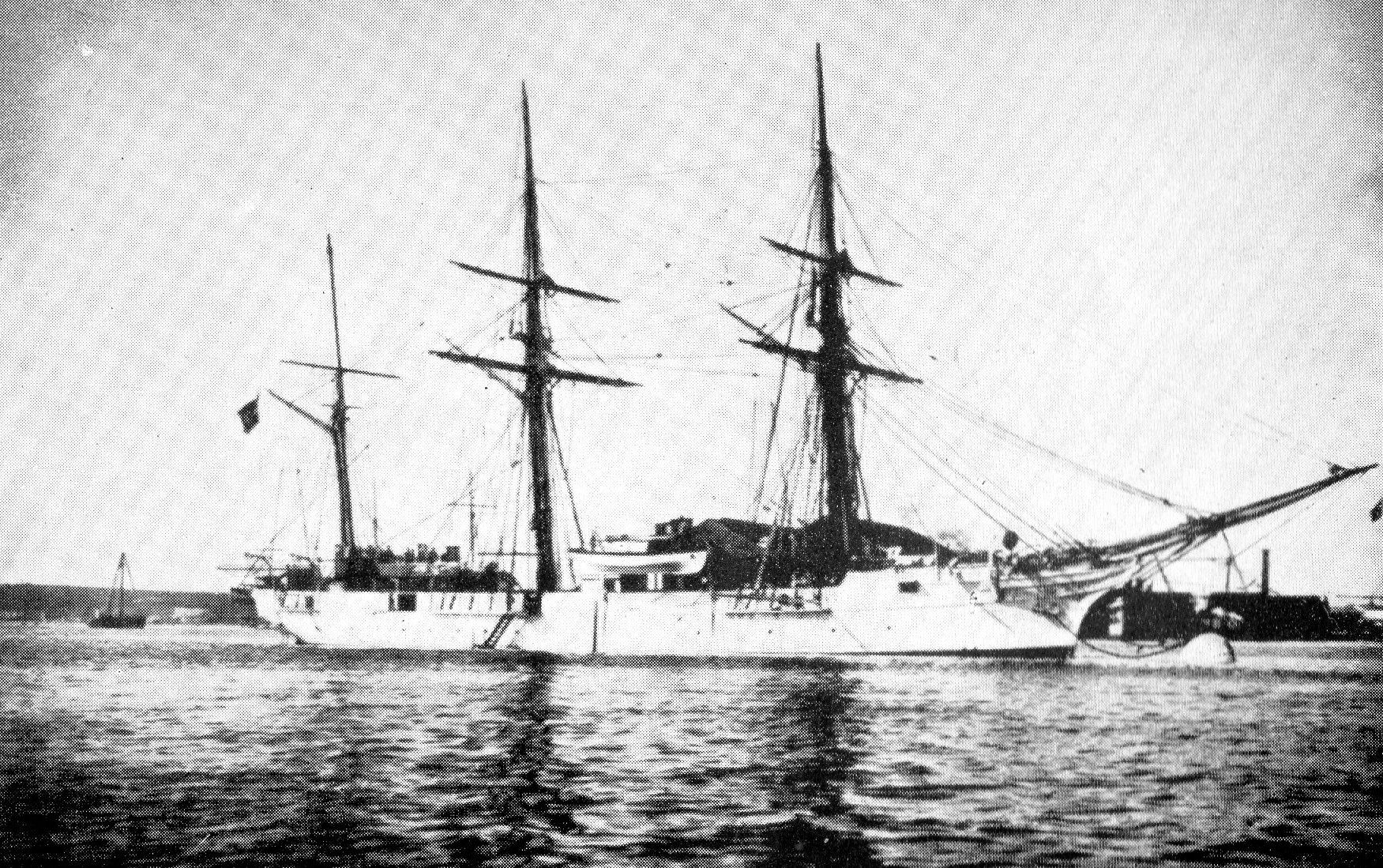
Österreichisches Kanonenboot SMS Albatros nach der Umtakelung zur Bark. Aufnahme um 1898

Am 5. August 1896 erreichte das S.M. Kanonenboot Albatros unter dem Kommando des Korvettenkapitäns Josef Mauler von Elisenau mit Foullon die Insel Guadalcanal. Der offizielle Auftrag für die im britischen Einflussbereich liegende Insel lautete nur auf Anlegen von naturhistorischen, ethnographischen und anthropologischen Sammlungen für die k.k. Hofmuseen. Der eigentliche Grund der Nickelsuche war nur Foullon und dem Kapitän bekannt.
Am 6. August 1986 begann die Inselexkursion. Beim Durchqueren der Insel kam die Gruppe in den Morgenstunden des 10. August am Berg Lion’s Head in einen Konflikt mit den Einheimischen. Dabei wurde Foullon angeschossen und starb, ebenso wie auch vier andere Teilnehmer. Durch die geheimgehaltene Mission drangen nur sehr langsam Darstellungen, die auch teilweise verzerrt wiedergegeben wurden, an die Öffentlichkeit. Bekannt wurde zunächst nur, dass die Toten vor Ort bestattet wurden. Später kam die tatsächliche Todesursache an die Öffentlichkeit, ein Lungendurchschuß aus den eigenen Reihen. Einer zufälligen Entdeckung eines englischen Forschungsreisenden im Jahre 1910 ist es zu verdanken, dass die sterblichen Überreste aufgefunden wurden. Infolge dieser Entdeckung wurden sie über Australien zum österreich-ungarischen Marinehafen Pola überführt. Im August 1911 wurden sie in der Marine-Pfarrkirche Madonna di mare in Pola bestattet.
Beim Ort Tetere am Fuß des Berges Tatube, von wo aus die Expedition auf der Insel aufbrach, wurde 1901 später ein Gedenkkreuz errichtet, das bis heute stehen dürfte.
Im Geologischen Institut der Universität Wien wurde 1898 eine Gedenktafel enthüllt. 
Ein großer Teil seiner Mineraliensammlung befindet sich heute im Naturhistorischen Museum in Wien.

## Veröffentlichungen (Auswahl)
- Über Verwitterungsproducte des Uranpecherzes : und über die Trennung von Uran und Kalk. Über krystallisirtes Kupfer von Schneeberg in Sachsen. Hölder. Wien 1883.
- Ueber die Krystallform des Barythydrat und Zwillinge des Strontianhydrat. Hölder. Wien 1885.
- Ueber einige Nickelerzvorkommen. In: Jahrbuch der k.k. geologischen Reichsanstalt, Jg. 42 (1893), S. 223–310 (Link).
- Reiseskizzen aus Australien. In: Verhandlungen der k.k. geologischen Reichsanstalt 1894, S. 162–164 (Link).